# Aloysius Anagonye
Aloysius Anagonye (nacido el 10 de febrero de 1981 en Southfield, Míchigan) es un jugador de baloncesto profesional que pertenece a la plantilla del ALM Évreux Basket. Es descendiente de nigerianos, y ha representado internacionalmente a Nigeria en varias competiciones, como mundiales y Afrobaskets.

## Palmarés
- Campeón NCAA (2000) Con los Michigan State Spartans.
- 2004: campeón de la Liga y la Copa eslovenas.